# Thurø Sogn
Thurø Sogn er et sogn i Svendborg Provsti (Fyens Stift).
I 1800-tallet var Thurø Sogn et selvstændigt pastorat. Det hørte til Sunds Herred i Svendborg Amt. Thurø sognekommune blev ved kommunalreformen i 1970 indlemmet i Svendborg Kommune.
I Thurø Sogn ligger Trefoldighedskirken.
I sognet findes følgende autoriserede stednavne:
- Bjerregårdshusene (bebyggelse)
- Blåby (bebyggelse)
- Drejsodde (bebyggelse)
- Gambøt (bebyggelse)
- Grasten (areal, bebyggelse)
- Ladegården (bebyggelse)
- Rønnemose (bebyggelse)
- Skovhuse (bebyggelse)
- Skovlunde (bebyggelse)
- Smørmosen (bebyggelse)
- Thurø (areal)
- Thurø Bund (vandareal)
- Thurø By (bebyggelse, ejerlav)
- Tornehave (bebyggelse)
- Øgavl (areal, bebyggelse)
- Østerskov (areal)